# Месемврийска епархия
 Тази статия е за историческата и православната епархия.  За римокатолическата вижте Месемврийска епархия (Римокатолическа църква).  
Месемврийската епархия (на гръцки: Ιερά Μητρόπολη Μεσήμβριας) е титулярна епархия на Вселенската (митрополия) и на Българската патриаршия (епископия). Епархията е бивша митрополия на Вселенската патриаршия със средище град Месемврия, на български Несебър, България.

## Месемврийски митрополити
- Петър (споменат в 324 г.)[1]
- Петър (споменат в 681 г.)[2]
- Мамал (споменат в 690/691 г.)[3]
- Христофор (оловен печат от ок. 700 – 750 г.)[3]
- Лъв (споменат в 783, 787[3] и 789 г.)[4]
- Давид (споменат през 850 г.)[5]
- Тимотей (споменат през 879 г.)[6]
- Константин (споменат през 1030 г.)[7]
- Григорий (споменат в 1053 – 1054 г.)[8]
- Теодор (споменат в 1156 – 57 и 1166 г.)[9]
- Леонтий (до към 1277 г., впоследствие търновски патриарх)[10]
- Константин (споменат в 1278 г.)[11]
- Теодор (1285 – 1294 г.)[12]
- Нил (през първата половина на 14 в.)[13]
- Неофит (1368 – 1372)[14]
- Антоний (1372 – 1381)[15]
- Паисий (споменат в 1393 г.)[16]
- Яков (починал на 28 септември 1428 г.)[17]
- Пахомий (1474 – 1477)[18]
- Доротей (споменат през юли 1488 г.)[19]
- Матей (споменат през януари 1565 г.)[20]
- Игнатий (споменат през юли 1570[21] и март 1585 г.[22]; 1572 – 1593[23])
- Христофор (заел престола през септември 1593, оттеглил се през 1607 г.)[24]
- Киприан (избран на 28 май 1607, починал в 1622 г.)[25]
- Акакий (избран през юни 1622, починал в 1641 г.)[26]
- Дамаскин (избран през юли 1641, споменат за последен път през юли 1668 г.)[27]
- Теофан (споменат в 1672,[28] починал преди 1689 г.[29])
- Христофор (назначен през 1689/90 г.,[30] споменат в 1704 г.[31])
- Макарий (споменат през май 1712 и май 1718 г.)[32]
- Григорий II (споменат за пръв път в 1720, оттеглил се през 1749 г.)[33]
- Антим (избран на 28 ноември 1749, преместен през 1768 г.)[34]
- Макарий (избран през ноември 1768, починал в 1778/9 г.)[35]
- Константин (избран през януари 1779, преместен през 1791 г.)[36]
- Теоклит (избран през декември 1791, оттеглил се през 1799 г.)[37]
- Захарий, бивш скопски митрополит (избран през октомври 1799, оттеглил се през 1801 г.)[38]
- Григорий III (избран през октомври 1801, оттеглил се през 1814 г.)[39]
- Йосиф (избран през юли 1814, починал в 1820 г.[40])
- Кирил (избран през ноември 1820, преместен през 1825 г.)[41]
- Калиник I (избран през август 1825, преместен през 1835 г.)[42]
- Самуил, от септември 1830 до януари 1835 година е мраморноостровен митрополит,[43] избран на 31 януари 1835, подал оставка на 26 март 1836 г.[44]
- Паисий (избран през март 1836, отстранен през юли 1836 г.)[45]
- Калиник II (избран през юни 1836, преместен през 1839 г.)[46]
- Григорий (избран през септември 1839, починал в 1846 г.)[47]
- Никифор (избран през септември 1846, починал в 1867 г.)[48]
- Софроний (избран на 26 септември 1867, починал в 1895 г.)[49]
- Антим, бивш преспански митрополит (избран на 26 септември 1895, оттеглил се през 1896 г.)[50]
- Генадий (избран на 20 февруари 1896, подал оставка през октомври 1896 г.)[51][52]
- Харитон (избран на 29 октомври 1896, оттеглил се през 1906 г.)[53]
- Тимотей (избран на 25 май 1906, преместен през 1911 г.)[54]
- Никифор (избран на 15 февруари 1911 г.[55], починал на 21 март 1931[56] г.), до 1907 г. литицки, а от 1907 до 1911 г. – чорленски митрополит)

Титулярни митрополити на Вселенската патриаршия
- Емануил Карпатиос (1967[57] – 1972), бивш коски митрополит

Титулярни епископи на Българската патриаршия
- Яков (Тасев) (от 1 октомври 1998 г.)

## Изследвания
- Гюзелев, В. Несебърската епископия-митрополия и нейните църкви и манастири. – Проблеми на изкуството, 37, 2004, 29 – 35.